# José Seripieri Júnior
José Seripieri Filho (também conhecido como Júnior) é um bilionário brasileiro e empreendedor do setor de saúde. Ele fundou a Qualicorp em 1997 e o Qsaúde em 2020. No mesmo ano, foi preso na Operação Lava Jato sob suspeita de doar cinco milhões de reais não contabilizados ao governador José Serra. Em 2023, comprou a Amil por onze bilhões de reais, sendo essa a maior compra feita por uma pessoa física já registrada no Brasil.

## Carreira
José Seripieri Filho iniciou sua carreira como escrivão da Polícia Civil. Em seguida, trabalhou na Golden Cross. Em 1997, fundou a Qualicorp, que foi a primeira empresa a ofertar planos de saúde coletivos por adesão, e eventualmente se tornou uma das maiores empresas de planos de saúde no Brasil.
O empresário tornou-se bilionário em 2011, quando a Qualicorp entrou na B3. Em 2019, Júnior desvinculou-se da Qualicorp. No ano seguinte, fundou a Qsaúde, empresa que também ofertava planos de saúde, em São Paulo.

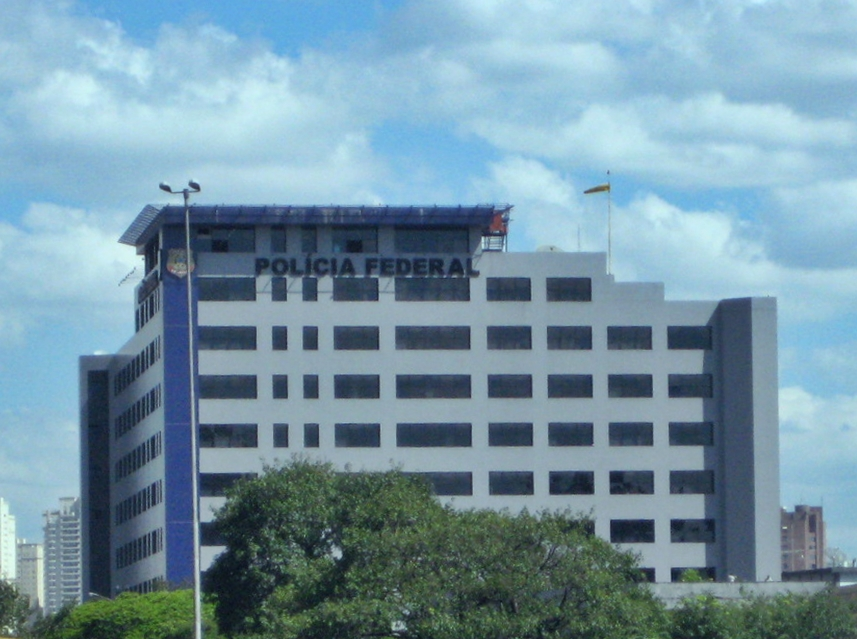
Prédio da Policia federal, na Lapa, onde Júnior ficou preso em uma cela do terceiro andar.

Em 2020, foi preso temporariamente durante a Operação Lava Jato. Segundo a investigação, o empresário teria realizado doações eleitorais não contabilizadas ao tucano José Serra em 2014. Durante o cárcere, Júnior foi mantido na sede da Polícia Federal em São Paulo.
Em novembro de 2022, Júnior transportou o petista Luiz Inácio Lula da Silva à Conferência das Nações Unidas sobre as Mudanças Climáticas de 2022 (COP 27) em seu jato privado. Antes desse evento, Lula havia visitado Júnior diversas vezes enquanto o empresário estava preso em Curitiba. Júnior também estava presente no casamento do petista com Rosângela Lula da Silva, vulgo Janja, em 2022. No mesmo ano, o empresário foi o maior doador individual do Partido dos Trabalhadores, tendo contribuído um total de um milhão de reais ao partido.

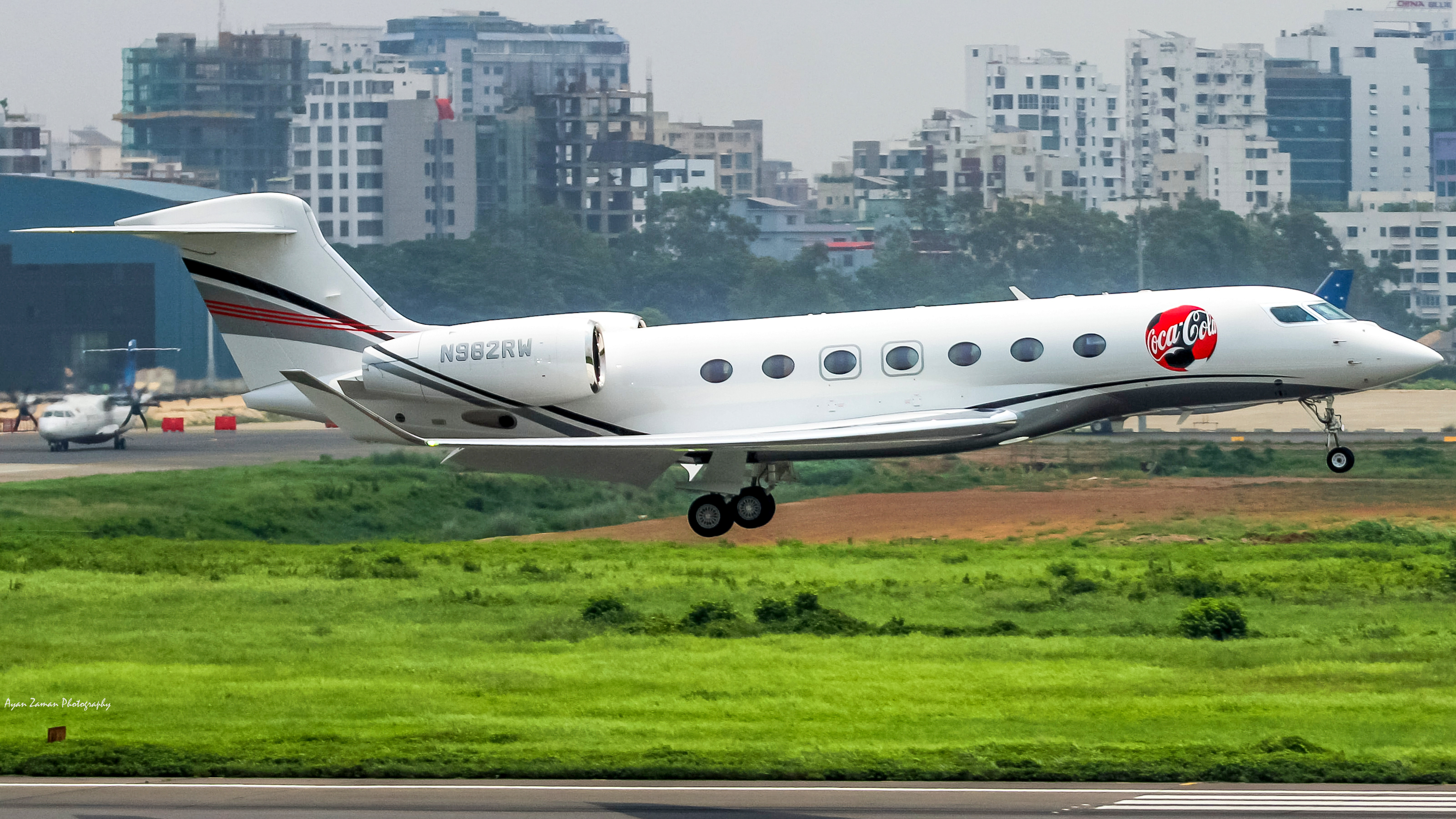
Jato Gulfstream G600, mesmo modelo que transportou Lula ao Egito.

Em 2023, o empresário comprou a Amil da UnitedHealth Group por onze bilhões de reais. Antes da compra, a empresa também estava sendo disputada pelo empresário Nelson Tanure e o fundo americano Brain Capital.